# Hogcock!/Last Lunch
O episódio final da série de televisão norte-americana de comédia de situação 30 Rock foi dividido em duas partes, "Hogcock!" e "Last Lunch", transmitidas consecutivamente nos Estados Unidos na noite de 31 de Janeiro de 2013 pela rede de televisão National Broadcasting Company (NBC). A realização diretorial de ambas partes ficou sob responsabilidade de Beth McCarthy-Miller, cujo trabalho foi reconhecido com um Prémio da Associação de Realizadores dos Estados Unidos (DGA). O enredo de "Hogcock!" foi redigido pelos também produtores executivos Jack Burditt e Robert Carlock, enquanto o de "Last Lunch" foi escrito pela também produtora Tracey Wigfield e por Tina Fey, que além de ter criado o seriado, assumia ainda as funções de argumentista-chefe, produtora executiva e também estrelava como a atriz principal. Pelos seus respetivos trabalhos nos guiões, a primeira dupla venceu um Prémio da Associação de Argumentistas dos Estados Unidos (WGA), enquanto a segunda venceu um prémio Emmy.
Várias celebridades fizeram participações nos episódios, inclusive o rapper Ice-T, a congressista Nancy Pelosi, a atriz de teatro Alice Ripley e o comediante Richard Belzer. Julianne Moore e Salma Hayek retornaram para uma breve aparição em "Hogcock!", enquanto os apresentadores de televisão Al Roker, Conan O'Brien e Savannah Guthrie interpretaram versões fictícias de si próprios em "Last Lunch". Em "Hogcock!", agora desempregada, Liz Lemon (interpretada por Fey) tenta abraçar a ideia de uma vida mais convencional, concentrando-se na sua família, mas rapidamente se apercebe que a sua paixão pelo trabalho e o caos da sua antiga vida profissional foram fundamentais para a sua identidade. Ao mesmo tempo, Jack Donaghy (Alec Baldwin) enfrenta a sua própria crise existencial, questionando o significado do seu sucesso como diretor executivo da Kabletown, e Tracy Jordan (Tracy Morgan) lida com o peso emocional do final do TGS, que o obriga a confrontar o seu medo profundo de ser abandonado. A segunda parte, "Last Lunch", gira em torno da preparação para o episódio final do TGS. Entretanto, Jack continua à procura de realização e objetivo para além das suas conquistas empresariais, acabando por tomar uma decisão inesperada em relação ao seu futuro.
A NBC desenvolveu uma campanha promocional para a transmissão do episódio final da série, tendo sido organizada uma festa de encerramento no início de Dezembro de 2012, na qual o elenco e a equipa foi entrevistada sobre os seus pensamentos e considerações. O elenco principal do seriado foi convidado ao programa Late Night with Jimmy Fallon em Janeiro de 2013 para que pudessem fazer uma despedida ao público. Ao longo da sua transmissão original nos Estados Unidos, de acordo com os dados publicados pelo serviço de registo de audiências Nielsen Ratings, "Hogcock!" e "Last Lunch" foram assistidos em cerca de 4 milhões e 880 mil domicílios, marcando assim a maior audiência de 30 Rock em dois anos. Foi-lhes também atribuída a classificação de 1,9 e cinco de share no perfil demográfico dos telespectadores entre os 18 aos 49 anos de idade.
O episódio final foi amplamente aclamado pelos membros da crítica especialistas em televisão do horário nobre, que enalteceu o equilíbrio entre o humor e os momentos de emoção e comentário auto-consciente sobre a televisão. Os críticos elogiaram o final por se manter fiel ao estilo peculiar e absurdo da série, ao mesmo tempo que proporcionou momentos comoventes entre as personagens principais, em particular Liz e Tracy. O desempenho de Jane Krakowski, especialmente a sua interpretação emocional de "The Rural Juror" intercalada com analepses, foi louvado por diversos analistas de televisão, rendendo-lhe uma nomeação aos prémios Emmy. Diversos analistas de televisão destacaram o núcleo emocional do episódio final, com muitos a aplaudir o retrato de Jack por Alec Baldwin e a exploração da sua relação com Liz. O consenso geral foi que o final proporcionou uma conclusão satisfatória e adequada para os fãs de longa data, celebrando o humor e o coração únicos que definiram 30 Rock.

## Produção e desenvolvimento

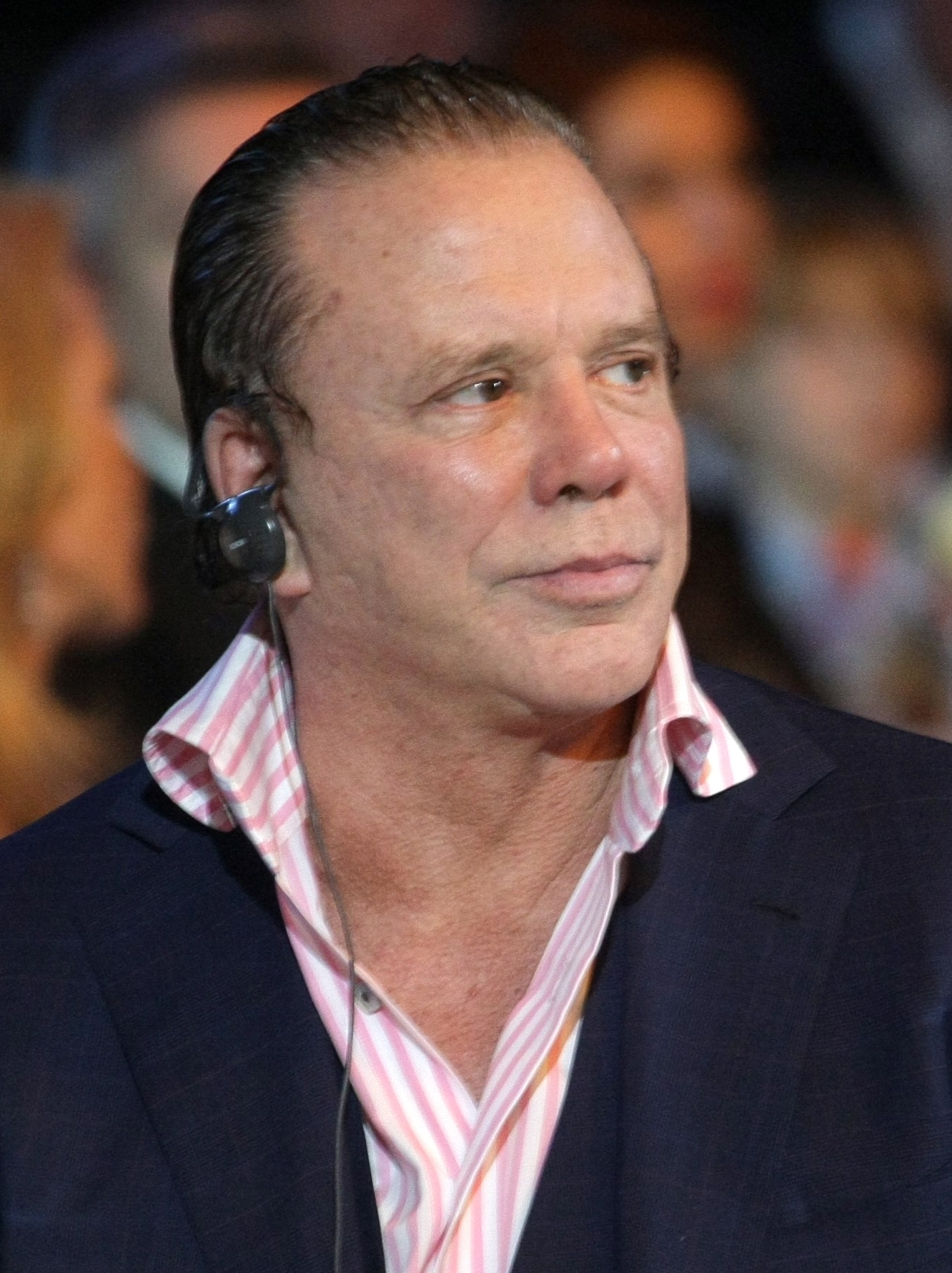
Foi confirmado em "Last Lunch" que, afinal de contas, a personagem Jenna Maroney nunca se envolveu com o ator Mickey Rourke.

A NBC anunciou a renovação de 30 Rock para uma sétima temporada final de treze episódios a 14 Maio de 2012. O elenco e a equipa de 30 Rock expressaram sentimentos mistos; Jane Krakowski e Scott Adsit admitiram tristeza, mas também gratidão pelos sete anos passados juntos, enquanto Grizz Chapman demonstrou preocupação acerca do seu futuro na televisão. Fey reconheceu que estava mimada após esta experiência, mas sentia-se realizada com o trabalho feito, admitindo que o programa estava a terminar no momento certo, antes de perder qualidade. A NBC iniciou uma campanha promocional para a transmissão dos dois episódios, e várias homenagens foram também prestadas por publicações como The Baltimore Sun e Rolling Stone. O elenco principal da série apareceu no programa de televisão Late Night with Jimmy Fallon para falar sobre o fim. Tracy Morgan cantou "It's So Hard to Say Goodbye to Yesterday" (1994), do grupo Boyz II Men, para os seus colegas.
30 Rock usa frequentemente o ator norte-americano Mickey Rourke como um ponto de referência cómico para realçar os absurdos da cultura das celebridades e da indústria do entretenimento. O estatuto de Rourke como um ator outrora popular fez dele uma figura ideal para piadas sobre a fama, o envelhecimento e a natureza inconstante de Hollywood. A personagem Jenna Maroney, em particular, usa Rourke como quadro de referência para as suas próprias inseguranças e aspirações, comparando frequentemente as suas batalhas com as dele. Jenna muitas vezes mencionou um suposto caso amoroso que teve com o ator, porém, este caso não terminou muito bem, como ele enviou-lhe um buquê repleto de tarântulas enquanto ela se recuperava de um esgotamento nervoso. Estas referências ou piadas iniciaram no episódio final da terceira temporada, no qual Jenna revela já ter tentado namorar com Rourke. Desde então, ela vem proferindo afirmações sobre como ele tentou matá-la com uma espada de dois gumes, e que ele "reinventou-me, destruiu-me e reconstruiu-me do nada sexualmente." Em "Last Lunch", Jenna quebrou a quarta parede para revelar ao público que, na verdade, nunca sequer conheceu Rourke. Quando questionada sobre o suposto relacionamento em entrevista para o portal The Hollywood Reporter, a intérprete Jane Krakowski respondeu: "Sim, parece intrigante. Eu pensei muito nisso, e estou um pouco perturbada. Eu não sei, nós de repente escolhemos pessoas. [...] Passou um longo período desde que eu estive com Mickey Rourke..."
À medida que foi progredindo com a suas temporadas, 30 Rock inclinou-se cada vez mais para o humor surreal, particularmente com a personagem Kenneth Parcell, que se tornou a mais estranha. Enquanto outras personagens experimentavam desenvolvimentos loucos, como Jack a trabalhar para a administração Bush ou Tracy a vencer um prémio Óscar, o arco de Kenneth tornou-se mais bizarro, com indícios de que poderia ser imortal. Este arco iniciou subtilmente na primeira temporada com o episódio "The Baby Show", no qual há um panfleto na secretária do Dr. Leo Spaceman que lê "Nunca Morre" com uma foto do estagiário no pano de fundo. A partir da terceira temporada, a série foi deixando cair inúmeras pistas sobre a natureza eterna de Kenneth, desde referências vagas à sua idade até momentos mais evidentes em temporadas posteriores. Ele lembra-se de ter tido um papagaio por 60 anos, reage fortemente a sons agudos que só os maiores de 40 anos conseguem ouvir, possui conhecimento enciclopédico sobre a história da televisão norte-americana, e até tem uma lápide que sugere que nasceu em 1781. O auge desta estranha história acontece quando a mãe de Kenneth revela que, à nascença, Kenneth lhe disse que não era humano, mas sim um ser imortal. Isto culmina no episódio final da série, no qual Kenneth, agora presidente da NBC, permanece inalterado pelo tempo, continuando a desempenhar bem o seu papel enquanto ouve um discurso da bisneta de Liz Lemon, décadas no futuro. A série deixou a imortalidade de Kenneth como um mistério aberto.
Judah Friedlander, intérprete do argumentista Frank Rossitano em 30 Rock, é conhecido pela sua coleção de chapéus de camionista adornados com vários slogans, frases e palavras. Esta caraterística não é apenas um adereço aleatório, mas sim uma parte integrante da personalidade de Frank e do humor da série. Segundo Friedlander, ele desenha e cria estes chapéus pessoalmente, tendo originado chapéus suficientes para usar um diferente em cada cena de 30 Rock, o que se traduz em cerca de três chapéus por episódio. O conteúdo dos chapéus de Frank reflete frequentemente a sua personalidade sarcástica, interesses peculiares ou referências à cultura popular. Alguns exemplos notáveis incluem erros ortográficos, frases nostálgicas e afirmações bizarras que dão uma ideia do carácter de Frank antes mesmo de ele falar. Ocasionalmente, os chapéus são incorporados no enredo, acrescentando uma camada extra de comédia. A personalidade de Friedlander na vida real também envolve o uso de chapéus semelhantes durante as suas actuações de comédia stand-up. Muitas vezes, ostenta nesses chapéus títulos ou capacidades ultrajantes, como "Campeão do Mundo" em diversas línguas, o que contrasta humoristicamente com o seu comportamento descontraído. Em "Hogcock!" e "Last Lunch", Frank usa bonés que leem "Taco Robot", "Your Ad Here" e "Period." Friedlander afirmou que Frank é baseado em pelo menos dois guionistas com quem trabalhou durante o tempo de Tina Fey no SNL. Embora a aparência de Frank, incluindo os seus chapéus, seja geralmente consistente ao longo da série, houve uma exceção notável na qual ele apareceu sem o seu boné caraterístico e barbeado, mostrando um aspeto drasticamente diferente.

### Guião

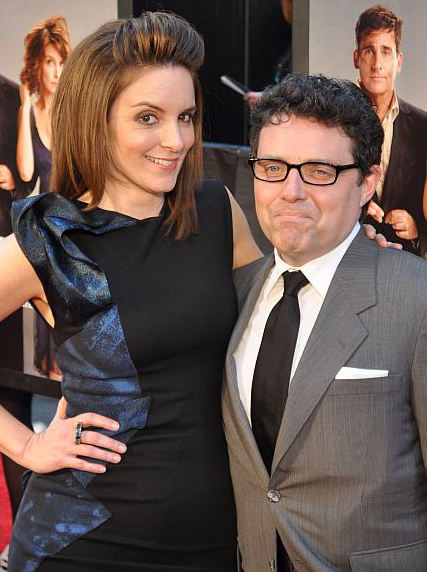
O casal Tina Fey (esquerda) e Jeff Richmond (direita). Ambos foram nomeados a um Prémio Emmy pela co-composição da canção "The Rural Juror". Porém, foi pelo trabalho de Fey no enredo de "Last Lunch" que rendeu-lhe uma estatueta.

"Hogcock!" é o 12.° episódio da sétima temporada de 30 Rock. O seu enredo foi escrito por Jack Burditt e Robert Carlock. Além de argumentistas, ambos assumem também a função de produtores executivos da série, com Carlock sendo também o showrunner. Ademais, Burditt fez uma breve participação no episódio desempenhando O Coronel, um papel anteriormente representado por sim em "A Goon's Deed in a Weary World". "Hogcock!" marcou a 19.ª e 26.ª vez, respetivamente, que eles são creditados por escreverem o guião de um episódio, fazendo de Carlock o segundo argumentista do seriado com a maior quantidade de créditos. "Last Lunch", por sua vez, é o 13.° episódio da sétima temporada. O seu enredo foi redigido por Tina Fey e Tracey Wigfield. Para Fey, que além de ter criado e estrelar em 30 Rock como a atriz principal é também produtora executiva e argumentista-chefe, esta foi a sua 29.ª vez a elaborar o guião de um episódio do seriado, fazendo dela a argumentista com a maior quantidade de créditoss, enquanto para Wigfield, que era também responsável pela produção da série, esta foi a sua nona vez.
A produção do episódio final envolveu um planeamento significativo e desafios emocionais para o elenco e a equipa do seriado. O guião do final só foi finalizado pouco antes do Dia de Ação de Graças de 2012. Enquanto os quatro argumentistas trabalhavam durante o fim de semana de Ação de Graças para aperfeiçoar o guião, o final pretendia prestar homenagem aos primórdios da série e contar a história do episódio final de TGS. Fey admitiu inspirar-se em Here Comes Honey Boo Boo para desenvolver o guião, e pediu aos seus colegas guionistas que assistissem a finais de outras séries de comédia televisiva, incluindo Frasier, Cheers, The Mary Tyler Moore Show e iCarly. No entanto, essa abordagem provou ser emocional demais e eles optaram por uma direção diferente. Carlock revelou que o objetivo era dar um desfecho a todas as personagens de forma peculiar ao estilo da série, mencionando uma ideia anterior mencionada pela personagem Jack Donaghy sobre todas as demais personagens morrerem por ação de Kenneth ou acabarem trabalhando para ele. Após o fim das gravações, Fey sugeriu que a sua personagem teria um final feliz, embora tenha rapidamente recuado de uma declaração sobre Liz se tornar Presidente da Espanha. Ela também negou que Liz e Jack teriam um romance no último episódio, mas deixou espaço para especulações dos fãs. Em outras entrevistas concedidas por si, a argumentista imaginou que eles ainda seriam amigos daqui a vinte anos, possivelmente se encontrando mensalmente no Jardim Botânico de Nova Iorque para ler jornal em silêncio. O enredo completo de "Hogcock!" e "Last Lunch" foi divulgado pela NBC através de conferências de imprensa no final de Janeiro de 2013.
Fey, que desempenhou um papel ativo nas fases finais do processo de escrita, reveu pessoalmente a última cena entre Liz e Tracy, descrita por si como comovente e um reflexo da relação dos dois atores na vida real. Segundo a equipa do seriado, a despedida dos dois foi um dos momentos mais pungentes, com as experiências da vida real de Morgan a influenciarem a cena. A realizadora Beth McCarthy-Miller notou a ressonância emocional deste último adeus, sublinhada pelo facto de os dois terem passado muitos anos juntos no programa de televisão humorístico Saturday Night Live (SNL) e em 30 Rock. Segundo ela, a relutância de Tracy em deixar o TGS estava enraizada na sua história pessoal, o que tornou a despedida profundamente comovente para o elenco e a equipa. O episódio final foi estruturado de forma a refletir os principais arcos das personagens, mantendo o humor caraterístico da série. As sessões de leitura da mesa para o episódio ocorreram a 29 e 30 de Novembro de 2012. Durante a mesma, as emoções estavam à flor da pele, com membros do elenco e da equipa em lágrimas, refletindo as fortes ligações pessoais que se formaram ao longo dos sete anos de duração da série. Tom Ceraulo, um dos argumentistas e produtor associado de 30 Rock, captou o sentimento, observando como Fey expressou a sua gratidão para com a equipa por ter feito parte da jornada.

### Filmagens

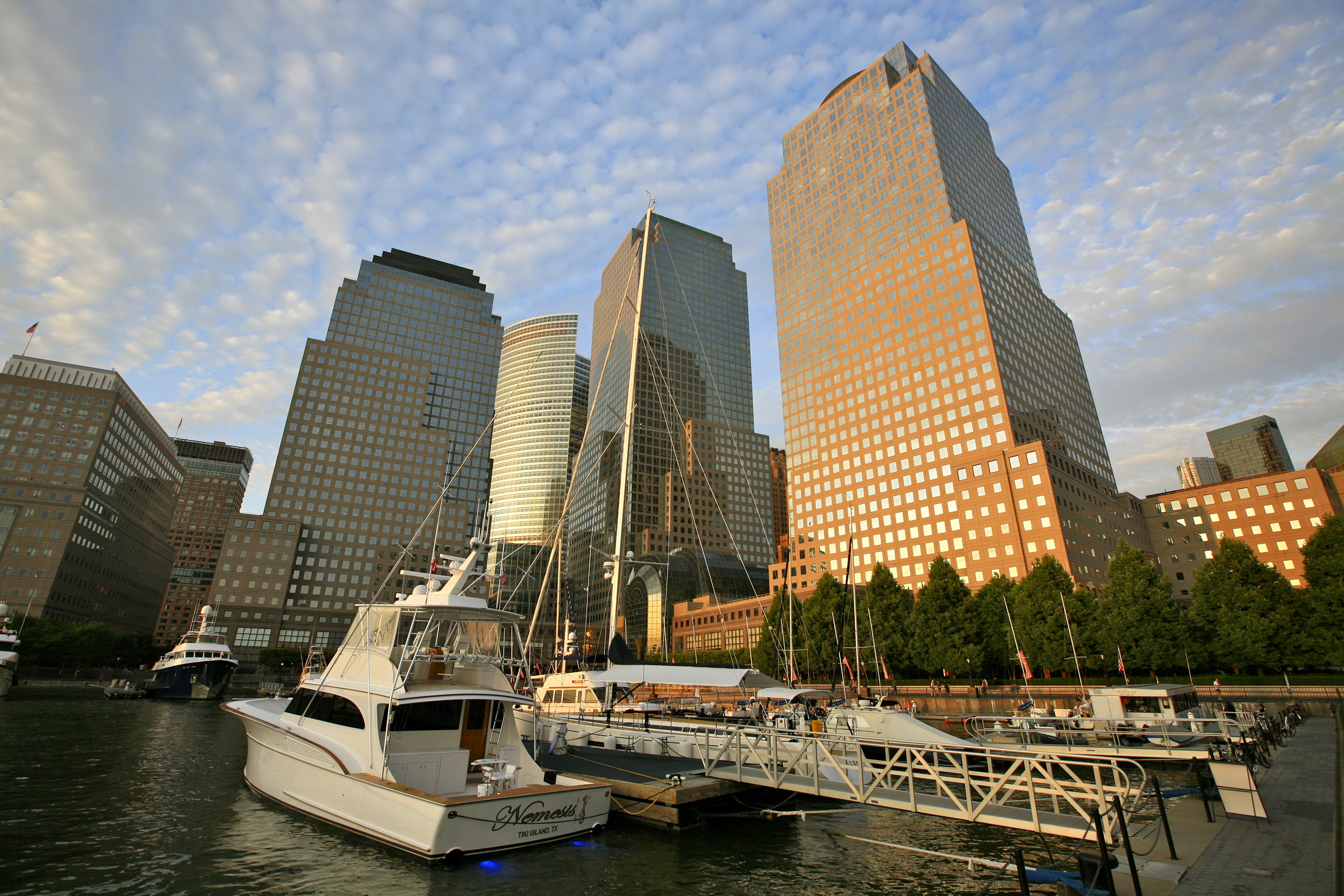
A cena final de Alec Baldwin foi gravada na marina de Battery Park City.

Grande parte dos episódios foi filmada nos Estúdios Silvercup, localizados no bairro nova-iorquino de Queens, inclusive as cenas da atriz convidada Julianne Moore em Dezembro de 2012. Moore já havia participado da quarta temporada 30 Rock como a personagem recorrente Nancy Donovan, um romance de Jack do tempo de escola secundária. Alec Baldwin encerrou as suas cenas a 15 de Dezembro, data na qual foi filmada a sua cena na marina de Battery Park City. Algumas partes dos episódios foram também gravadas no Upper West Side em Novembro de 2012 e ainda no Parque Central de Nova Iorque, onde a cena na qual Pete é visto disfarçado foi gravada. Durante o último mês de gravações, o elenco chorou frequentemente. Sempre que um ator gravava a sua cena final, todo mundo se reunia para assistir. Fey descreveu o seu último momento na série como "o mais estranho possível. Foi literalmente eu sem frases a correr em uma esteira por cinco segundos, mas havia cerca de cem pessoas a assistirem." A última cena filmada, no dia 19 de Dezembro de 2012, foi a interpretação emotiva de Jane Krakowski da canção "The Rural Juror". Apesar do humor da situação, esta evocou uma emoção genuína no elenco, inclusive na própria atriz. "... foi uma noite muito emotiva para Jane, por isso foi difícil. Foi literalmente a última coisa que filmámos - filmámos toda a gente no palco a despedir-se e depois a Jane a cantar. Jane foi uma soldada. Ela mal conseguia aguentar e arrasou," expressou McCarthy-Miller. Tracy Morgan mandou rosas ao elenco e à equipa como agradecimento pelos anos de trabalho. No último dia de gravações, ele cantou três canções do álbum Thriller (1983) de Michael Jackson, levando a uma festa improvisada de breakdance, e executou a rotina de dança do vídeo musical da canção homónima.
A realização de ambas partes do episódio ficou sob a responsabilidade de Beth McCarthy-Miller, a quem Fey conheceu no tempo em que ambas trabalharam no SNL. Este foi o seu 24.° crédito como realizadora na série, a segunda maior quantidade. O SNL, programa no qual Fey foi argumentista-chefe entre 1999 e 2006, tem muitas conexões com 30 Rock, com o seriado sendo muitas vezes visto como um reflexo cómico do SNL, e Liz Lemon como uma versão ficcionada de Fey, encarnando as dificuldades de liderar um programa cómico num ambiente dominado por homens, tal como o seu papel na vida real no SNL. Além disso, vários ex-alunos do SNL já desempenharam papéis importantes ou fizeram participações especiais em 30 Rock, assim como membros da equipa, inclusive o antigo argumentista Conan O'Brien, que fez a sua segunda participação em 30 Rock em "Last Lunch". Tanto Tracy Morgan como Fey já integraram o elenco do SNL, com Fey tendo sido ainda a primeira apresentadora feminina do segmento Weekend Update. Alec Baldwin, apesar de nunca ter integrado o elenco do SNL, detém o recorde de ser o anfitrião do programa por mais vezes, com dezassete vezes.
McCarthy-Miller comentou acerca da dificuldade de manter os desempenhos emocionais necessários para as cenas finais, equilibrando os desafios técnicos da filmagem de dois episódios em simultâneo. Segundo ela, a produção foi rápida e exigente, e ela teve de trabalhar com várias equipas para cumprir prazos apertados. "Foi o episódio mais difícil de 30 Rock que alguma vez realizei, porque houve muitos locais. Estávamos a meio do inverno. Tentar encontrar locais para fazer coisas como o barco é muito, muito difícil de encontrar em Nova Iorque nessa altura do ano," expressou a realizadora. Jane Krakowski fez eco do sentimento de que o episódio final foi caótico, com vários cenários em uso e uma atmosfera frenética. Apesar dos desafios, McCarthy-Miller conseguiu realizar o episódio, apesar de se ter mudado para a Califórnia e de ter de regressar à Cidade de Nova Iorque para trabalhar em 30 Rock. A cena final de "Last Lunch" apresenta uma sequência pós-créditos ao estilo do Universo Cinematográfico da Marvel mostrando o que as personagens estão a fazer um ano depois. Havia tanta correria nos estúdios que Carlock teve que realizar por conta própria partes desta sequência de flashforward, como McCarthy-Miller rondava pela cidade à procura de locais para filmar mais cenas.

### Elenco
Ice-T e Richard Belzer, estrelas do seriado Law & Order: Special Victims Unit, participaram de "Hogcock!", assim como Al Roker e Savannah Guthrie, apresentadores do programa de televisão Today. Ice-T já havia participado de 30 Rock anteriormente, em "¡Qué Sorpresa!", assim como Roker, em "Fireworks" e "St. Patrick's Day". Todos eles desempenharam versões fictícias de si mesmos. Outras estrelas convidadas que também desempenharam versões fictícias de si mesmos foram a congressista Nancy Pelosi, que admitiu ser uma enorme fã de Tina Fey, e a atriz de teatro Alice Ripley, que apareceu no epílogo em uma cena na qual Jenna tenta roubar o seu Prémio Tony. Esta foi uma referência à vida real, já que ambas as atrizes já haviam vencido o Prémio Tony.
Outras participações especiais incluem o retorno de personagens recorrentes, tais como James Marsden no papel de Chriss Chros, Salma Hayek no papel de Elisa Pedrera, Marceline Hugot no papel de Kathy Geiss, Sue Galloway no papel de Sue LaRoche-Van der Hout, e ainda Paula Pell no papel de Paula Hornberger. Jeff Richmond — produtor executivo, diretor musical e esposo de Tina Fey — também repetiu a sua performance como Alfonso Disparioso. The K.M.K. Union Gospel Choir participou em uma cena para desempenhar "This Little Light of Mine" com Alec Baldwin; esta foi a estreia do grupo em qualquer tipo de mídia.
O episódio contou com uma participação especial do homónimo de Jack Donaghy, o amigo de liceu de Fey, Michael Donaghy. O episódio contou também com a participação de alguém que criou uma campanha no Facebook para conseguir uma fala no seriado. Mas, apesar de o fã ter ido aos estúdios e filmado essa fala, e de a campanha ter sido um sucesso online, a fala foi cortada na edição final e não apareceu no episódio. Scott Adsit, intérprete da personagem Pete Hornberger, não apareceu em "Hogcock!", apesar de ser membro do elenco principal e ter seu nome creditado na sequência de abertura.

### Música
As letras da canção "The Rural Juror" foram escritas por Tina Fey e Tracey Wigfield, enquanto a música foi composta por Jeff Richmond. A ideia de conceberem a canção surgiu após a decisão da equipa de argumentistas de ter a personagem Jenna a encerrar o episódio com um desempenho musical. Segundo Fey, "queríamos que Jane cantasse no final e estávamos a tentar pensar, qual seria o tipo de canção 'One for My Baby' e, de alguma forma, surgiu a ideia de voltar a 'The Rural Juror', que era muito mais barata." A NBC publicou as letras da canção no dia após a transmissão do episódio.

## Enredo

### "Hogcock!"
Liz Lemon (Tina Fey) enfrenta dificuldades em se adaptar à nova vida de dona-de-casa após decidir parar de trabalhar. Ela propõe um programa de TV baseado em sua vida ao novo presidente da NBC, Kenneth Parcell (Jack McBrayer), mas ele rejeita a ideia  argumentando que certas palavras — como "mulher", "argumentista" e "qualidade" — não devem ser mencionadas na TV para atrair uma audiência maior. Então, como alternativa, Liz entra em um fórum online sobre maternidade e, após uma discussão, acaba por marcar um encontro com uma outra mãe no Parque Riverside para resolverem o problema à pancada. No entanto, descobre que essa outra mãe é na verdade o seu marido Criss Chros (James Marsden), que está a passar por problemas no trabalho enquanto Liz luta com o desemprego. Isto faz o casal perceber que a sua dinâmica não está a funcionar do jeito que esperavam e decide que Liz deve voltar ao trabalho, enquanto Criss se tornará um "dono-de-casa". Para continuar a trabalhar, Liz propõe um programa mau chamado Hardly Working a Kenneth, mas ele novamente recusa. Em vez disso, ela precisa escrever e produzir mais um episódio do TGS devido a uma cláusula no contrato de Tracy Jordan (Tracy Morgan) que declara que ele receberia USD 30 milhões da NBC caso fossem produzidos menos de 150 episódios do TGS, e o total naquele momento era de 149. Liz procura um emprego com o seu amigo Jack Donaghy (Alec Baldwin), mas ele acaba de se demitir por falta de realização pessoal. Os dois discutem sobre como a sua relação profissional afetou as suas vidas pessoais e concordam que deveriam ter mantido uma relação apenas de empregador e empregado.
Enquanto isso, por sua vez, Jack tenta tornar a KableTown uma empresa perfeita usando a Roda da Dominação do Six Sigma, mas não consegue se sentir totalmente realizado. Ele cria uma nova abordagem chamada Roda da Dominação da Felicidade do Six Sigma para melhorar todos os aspectos da sua vida, incluindo levar a KableTown a alcançar altas quotas e organizar um encontro com as suas ex-namoradas Nancy Donovan (Julianne Moore) e Elisa Pedrera (Salma Hayek). Apesar de seus esforços, Jack é forçado a aceitar que continua insatisfeito.
Nos estúdios do TGS, Tracy batalha para se adaptar à ausência de Kenneth como o seu melhor amigo e assistente pessoal, e despede Grizz Griswold (Grizz Chapman) e Dot Com Slattery (Kevin Brown) quando estes tentam explicar que Kenneth é agora o presidente da NBC. Tracy tenta várias vezes falar com Kenneth, e finalmente consegue um encontro privado. Surpreendentemente, Tracy pede-lhe que esqueça uma promessa que Kenneth fez quando se conheceram, explicando que não quer ser como muitas pessoas de seu passado que pediam favores constantes. No entanto, Tracy ordena que Kenneth traga o seu carro avariado da Via expressa de Long Island, o que sugere que sua relação pode não mudar tanto no futuro.
Ao mesmo tempo, Jenna Maroney (Jane Krakowski) faz a descoberta desagradável de que as suas birras e exigências irracionais estão a ser ignoradas pela equipa do TGS, já que os seus contratos não têm mais valor. Ela decide preparar-se para um novo passo na sua carreira e promete abandonar a comédia para fazer apenas papéis dramáticos. Ela consegue um papel na série Law & Order: Special Victims Unit, mas fica desapontada ao descobrir que irá interpretar apenas um cadáver. Após tentar reformular o seu papel e ser imediatamente demitida pelo realizador, ela decide abandonar a televisão e viaja para Los Angeles para se tornar uma estrela de cinema. Contudo, ao chegar lá, descobre que todas as mulheres são ridiculamente jovens e bonitas, o que a leva a rapidamente retornar a Nova Iorque.

### "Last Lunch"
Liz retorna aos estúdios do TGS para produzir o episódio final do programa, enfrentando dois desafios: Tracy, que tenta sabotar a produção para ganhar a compensação da NBC, e o argumentista John D. Lutz (John Lutz), cuja vez chegou de escolher o pedido de almoço dos argumentistas do TGS. Tracy suborna o apresentador de televisão Al Roker para anunciar uma falsa tempestade de neve no Today, enquanto Lutz decide pedir comida do Blimpie, causando descontentamento entre os seus colegas. À medida que se aproxima a transmissão final do TGS, Tracy desaparece e é encontrado escondido em um clube de strip. Ele confessa a Liz que está a sabotar o programa não por causa do dinheiro, mas porque tem medo de dizer adeus às pessoas desde que era criança, quando o seu pai saiu para comprar cigarros e nunca mais voltou. Liz reconhece que é possível que eles não continuem amigos após o TGS, mas afirma adorá-lo apesar de tudo que ele fez com ela. Tracy agradece a sua honestidade e concorda em retornar. Lutz, por sua vez, consegue uma vitória triunfante ao convencer os colegas a concordarem em pedir comida do Blimpie como vingança por terem constantemente abusado dele ao longo dos sete anos de trabalho.
Entretanto, Jack começa a se comportar estranhamente, distribuindo os seus pertences pessoais para a equipa do TGS e declarando o seu amor por todos nos estúdios. O produtor Pete Hornberger (Scott Adsit) sugere que Jack possa estar a planear um suicídio ou forjar a sua própria morte. Liz inicialmente descarta essas ideias, mas fica preocupada quando Jack sugere que estará na plateia do episódio final "em espírito." Ele revela estar a se preparar para partir e lamenta como as coisas terminaram com Liz, tentando reatar a sua amizade. Em prantos, ele recorre à Jenna para um conselho sobre como reparar a amizade, mas esta avisa-lhe que nunca viu Liz a esquecer um rancor.
Nos estúdios do TGS, Kenneth quer que Jenna escolha um número musical emocional para interpretar durante o encerramento do programa. Após as suas tentativas mal-sucedidas de seguir carreira na televisão dramática e no cinema, Jenna opta por retornar ao seu primeiro amor, a Broadway, e escolhe cantar a música homônima do seu futuro musical, "The Rural Juror". No entanto, após ouvi-la cantar, Kenneth sente que a interpretação carece emoção verdadeira e que ela não se importa realmente com o fim do programa. Jenna então tem um colapso emocional ao se aperceber que o TGS realmente terminou e que irá sentir falta de tudo, inclusive o seu espelho.
Durante a transmissão final do TGS, Jenna diz a Tracy que irá sentir a sua falta, e eles se abraçam. Jack está ausente, levando Liz a crer que ele pode estar realmente a planear o seu suicídio. Ela descobre um vídeo de despedida no escritório dele e localiza o seu telefone na beira-mar, onde ele está a se preparar para partir em um barco. Jack explica que planea ir embora para perseguir o que o faz feliz e confessa que durante os sete anos, Liz foi a única coisa que o fez feliz constantemente. Os dois reconhecem que adoram-se como amigos. Jack parte no barco, mas retorna imediatamente e declara ter encontrado a sua melhor ideia: máquinas de lavar louça transparentes.
De volta ao TGS, Tracy agradece ao público por ter estado com eles durante os sete anos, e Jenna faz uma performance de "The Rural Juror".

### Epílogo
Um ano depois, Pete forjou a sua própria morte e iniciou uma nova vida, mas é encontrado pela sua esposa Paula (Paula Pell). Liz está a produzir a nova sitcom de Grizz, inttitulada Grizz & Herz, e leva os seus filhos consigo ao trabalho. Ela também manteve-se em contacto com Tracy, cujo pai finalmente voltou da sua compra de cigarros. Jenna tenta sem sucessos roubar um prémio Tony de Alice Ripley. A criação de Jack de máquinas de lavar louça transparentes levou-o ao seu emprego de sonhos: director executivo da General Electric, e continua amigo de Liz. No final, Kenneth, cuja aparência não alterou apesar da passagem de tempo, segura um globo de neve contendo o Centro Rockfeller enquanto ouve a ideia da neta de Liz acerca de um seriado baseado nas histórias que a sua avó contou sobre trabalhar no TGS.